# Sous-commandant Marcos
Pour les articles homonymes, voir Marcos et Vicente.
Rafael Sebastián Guillén Vicente, dit « sous-commandant Marcos », né en 1957 à Tampico (Mexique), est un insurgé mexicain, l'ancien chef militaire et porte-parole de l'Armée zapatiste de libération nationale (EZLN) dans le conflit en cours au Chiapas, un anticapitaliste et une icône de l'opposition à la mondialisation néolibérale.
Appelé, dans le cadre de La Otra Campaña (l'« Autre Campagne », mouvement civil lancé à l'initiative des zapatistes, en 2006, pour se démarquer de la campagne électorale mexicaine), El Delegado Zero (le délégué zéro), il était le dirigeant principal et porte-parole de l'EZLN, groupe armé révolutionnaire mexicain, dont les membres sont actifs au Chiapas depuis leur soulèvement en 1994. Non indigène revendiquant de combattre à l'origine pour les indigènes et la justice sociale, il s'est également rapproché du mouvement altermondialiste.
Il a annoncé en mai 2014 qu'il renonçait à la direction du mouvement et prenait le nom de « sous-commandant Galeano » en mémoire d’un compagnon tué,.

## Biographie sommaire

### Famille
Né en 1957 — la date précise est inconnue, bien que certaines sources parlent du 19 juin,, ou du 19 juillet, — à la Beneficiencia española (es), un hôpital privé de la ville de Tampico (au nord-est du Mexique).
Il est le fils d'Alfonso Guillén, fils de migrants d'origine espagnole, qui a fait fortune grâce à un commerce de vente de meubles, et de María del Socorro Vicente González.

### Formation
Le sous-commandant Marcos est initié aux enseignements de la théologie de la libération pendant sa scolarité au collège jésuite puis à l'institut culturel de Tampico et y commencerait l'élaboration de son « engagement social ». À 20 ans, en 1977, il décide de poursuivre des études de philosophie et de lettres. Il termine sa licence en trois ans (au lieu de cinq habituellement) et le président José López Portillo lui remet personnellement en 1982 la médaille Gabino Barreda, honorant les meilleurs étudiants de l'UNAM,. À cette époque, Guillén Vicente étudie des écrits de Louis Althusser, de Michel Foucault, de Karl Marx et de Friedrich Engels, auxquels il déclare toutefois préférer le Don Quichotte de Miguel de Cervantes.

### Militantisme

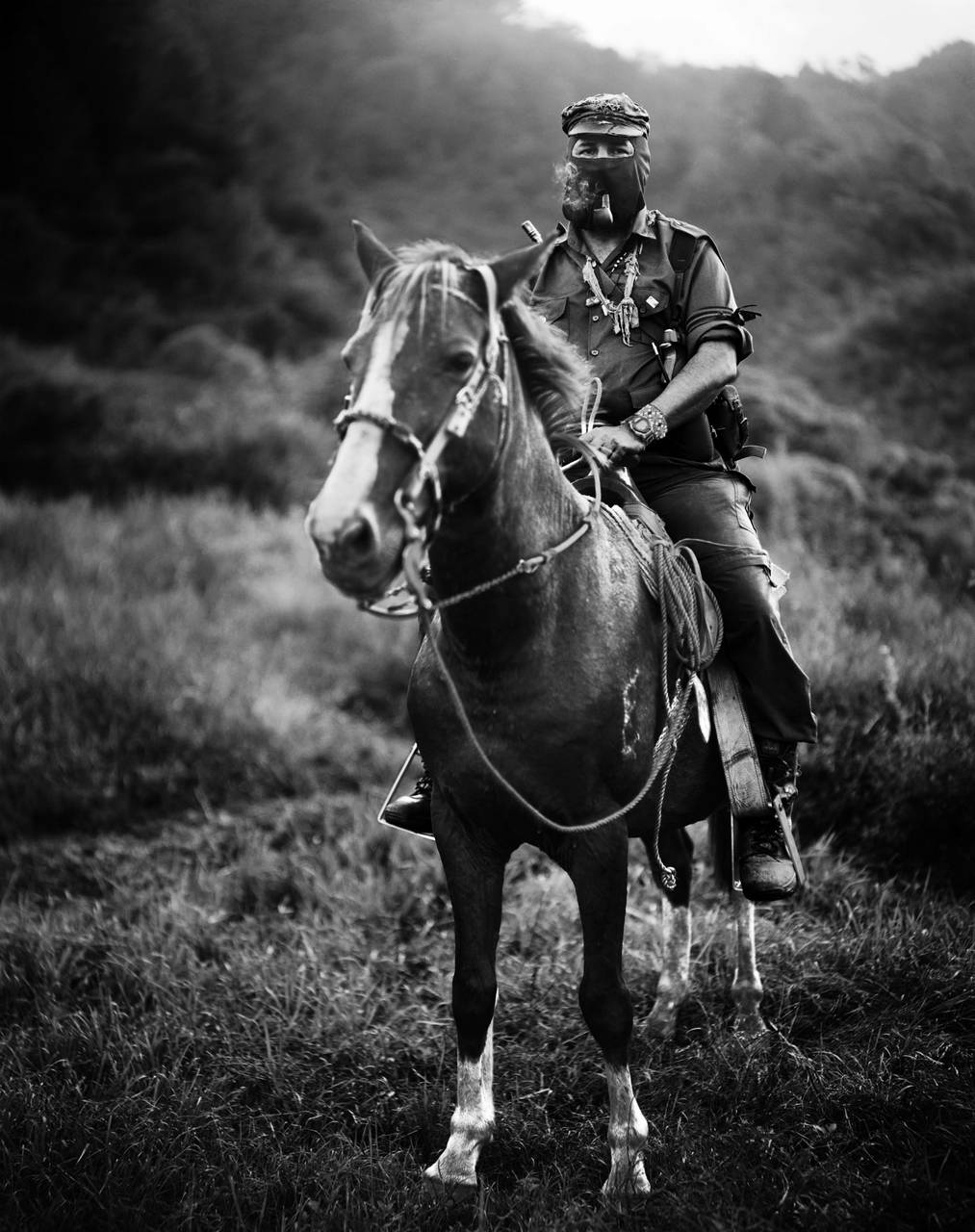
Le sous-commandant Marcos à cheval.

Au début des années 1980, il fait quelques séjours au Chiapas afin de travailler à l’organisation de projets de santé, de syndicats de travailleurs et à la mise en place de cours de premiers soins et de communication radio.
Il donne des conférences sur l'administration des affaires à Tampico, et enseigne la communication en design graphique au sein de l' Université Autonome Métropolitaine (UAM), à Mexico. En 1983, il se voit offrir un poste de professeur à l'UAM. Selon des rumeurs nées en 1980, il se serait constitué au sein de l’université UAM, à cette époque, un noyau de professeurs révolutionnaires qu'il fréquentait. Ses idées révolutionnaires le poussent dès février 1984 à remettre sa démission et à s’engager résolument dans ce qu’il pense être la praxis.
Quand il rejoint, en 1984, l’Armée zapatiste de libération nationale (EZLN), formée un an auparavant, Marcos aurait occupé le cinquième poste en importance dans la hiérarchie militaire zapatiste. L’EZLN était alors conduite par Fernando Yáñez, alias Raúl o Germán. Il devient chef de l’armée zapatiste en 1986.
Depuis le soulèvement zapatiste de 1994, qui commence avec le saccage et l'occupation durant quelques heures du palais municipal (mairie) de la capitale du Chiapas connue sous le nom de prise de San Cristóbal de las Casas à laquelle il participe, il est porte-parole des forces zapatistes et du Comité clandestin révolutionnaire indigène de l’Armée zapatiste de libération nationale.
Marcos a fait évoluer son discours au fil des années, passant du marxisme à l'altermondialisme sans pour autant déposer les armes de la critique sociale.

### Retraite progressive
En 1995, le président mexicain, Ernesto Zedillo, révèle que le sous-commandant Marcos est un ancien professeur de l'Université nationale autonome du Mexique, Rafael Sebastián Guillén Vicente. Cela a été confirmé par son père et par sa sœur Mercedes del Carmen Guillén Vicente (es) membre de la direction du PRI, ex-procureur général de justice de l’État de Tamaulipas,, sénatrice pour le PRI depuis le 15 mai 2019.
Il annonce en mai 2014, dans le journal La Jornada (dans lequel il a écrit de nombreux articles), la disparition de son personnage de l'EZLN.

### Abandon des poursuites par la justice mexicaine
Accusé de rébellion et de terrorisme par la justice mexicaine depuis 1995, le sous-commandant Marcos, depuis le 23 février 2016, n'est plus passible de poursuites pour ces actes, le gouvernement ayant décidé, conformément à la loi, d'abandonner toute action judiciaire engagée contre lui.

## Publications
- Eux et Nous, sous-commandants Marcos et Moisés, Éditions de l'Escargot, Paris, 2013
- Éthique et politique, sous-commandant Marcos, Éditions de l'Escargot, Paris, 2013

### Littérature
- Des morts qui dérangent, roman, Paco Ignacio Taibo II et le sous-commandant Marcos, Éd. Payot et Rivages, 2005 Titre original : Muertos incómodos ; roman d'aventures écrit à quatre mains avec l’auteur espagnol Paco Ignacio Taibo II[21].
- Le Récit du vieil Antonio, ou Comment les Indiens du Mexique racontent la belle et indispensable diversité du monde (Traduction de  La historia de los colores), Sous-commandant Marcos, illustré par Benoît Morel, traduction de Françoise Escarpit, coll. « Trimestre », Oskar éditeur, 2011